# Provincia Pavlodar
Pavlodar este o provincie a Kazahstanului. Ea se întinde pe suprafața de 124,755 km², are o populație de 752100 locuitori, cu o densitate de 6 loc./km². Kazahii alcătuiesc 48,8% din populație, iar rusii - 37,9%.
Provincia este situată în nord-estul țării, ea se învecinează cu Rusia (Kurgan si Omsk) la nord, și cu provinciile kazahe Karagandy (sud), Kazahstanul de Nord (nord-vest), Akmola (vest) și cu Kazahstanul de est (sud-est). Prin această provincie trece râul Irtâș din China in Rusia.
1. ↑  Асаин Байханов назначен акимом Павлодарской области (în engleză), Kazahstanskaia pravda[*], arhivat din original la 7 decembrie 2022, accesat în 15 noiembrie 2023